# Alegría (El Salvador)
Alegría é um município de El Salvador, localizado no departamento de Usulután.